# Abdelatif Menouni
Abdelatif Menouni o Abdeltif Menouni (Meknés, 1944) es un jurista marroquí. Doctorado en Derecho en la Universidad de Grenoble.

## Carrera
es profesor en la Universidad Mohamed V. Además, es Consejero Real, miembro de la Asociación Marroquí de Derecho Constitucional, y del Consejo Constitucional de Marruecos. En este puesto fue clave en la elaboración del proyecto constitucional de Marruecos que en 2011 fue sometido a referéndum y aprobado por una amplia mayoría de ciudadanos.